# Сардикійський собор

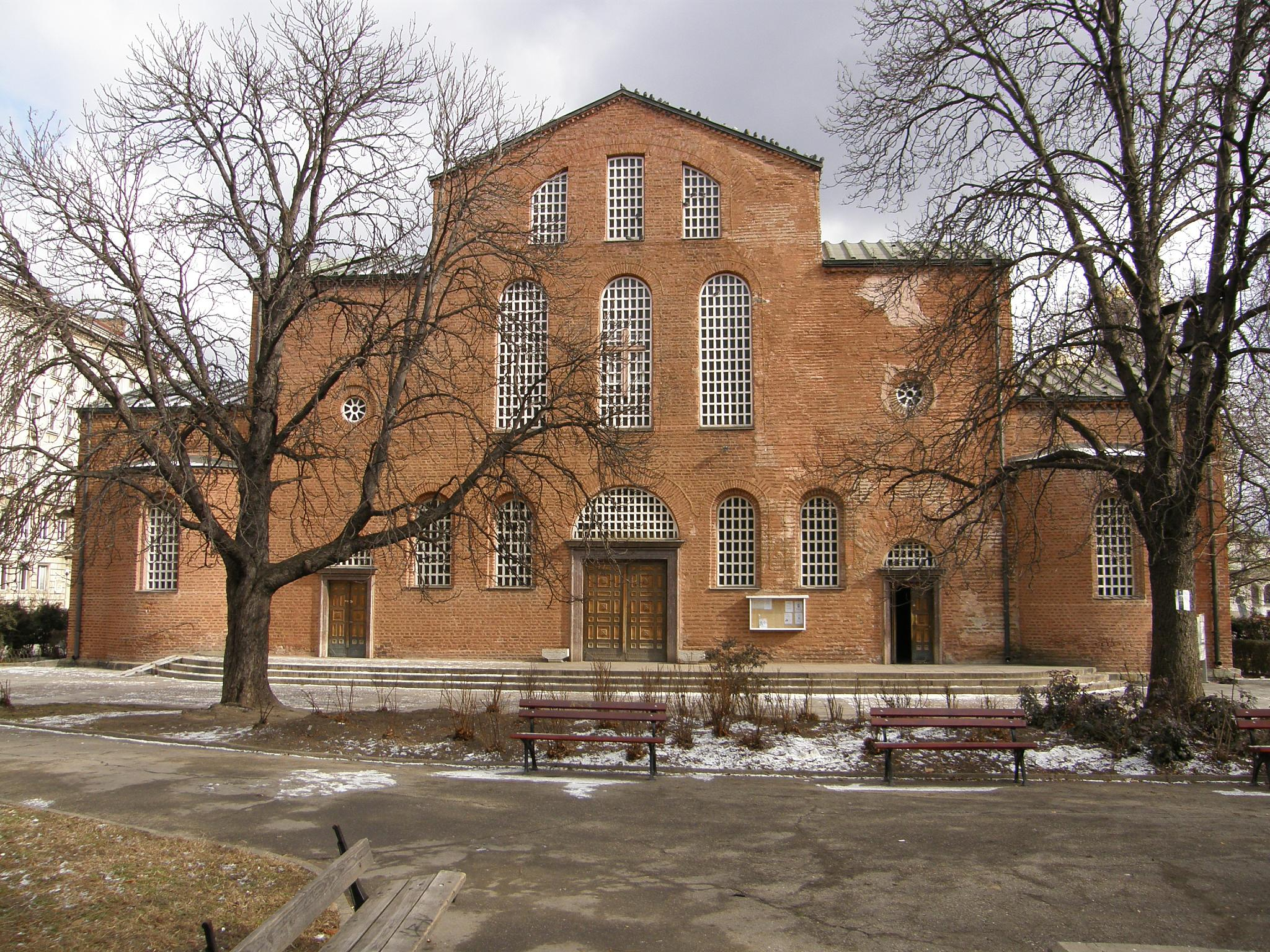
Базиліка Святої Софії, де проходили засідання Собору

42° пн. ш. 25° сх. д. / 42° пн. ш. 25° сх. д.
Сардикійський собор — помісний собор християнської церкви, що відбувся в Сардиці (сучасна Софія). У Сократа Схоластика й Созомена цей Собор датується 347 роком, проте у XIX столітті дослідники дійшли висновку, що Сардикійський собор відбувся 343 або 344 року. Це датування було прийнято Олексієм Павловим і Никодимом (Мілашем).

## Історія
Собор було скликано за спільним побажанням імператорів Константа й Констанція II на кордоні Східної та Західної Римських імперій. В роботі Собору взяли участь як західні (94 особи), так і східні (76 чоловік) єпископи, головував Осій Кордовський, друге місце на Соборі займав сардикський єпископ Протоген. 
Східні отці, які прибули на собор, були дуже здивовані, коли побачили, що засуджений на східних соборах Афанасій Великий, знаходиться серед делегатів собору. Вони розраховували на те, що даний собор, організований Константом і Констанцієм, має вищий статус і тому має право перегляду попередніх соборних рішень. Розуміючи це, вони, зі свого боку, були згодні відправити об'єднану комісію для перевірки звинувачень у бік Афанасія. Тому вони мали рацію, коли умовою початку соборних засідань бачили вирішення питання про засуджених раніше отців. Проте західні єпископи, згодні з нікейським віровченням, не бачили потреби в цьому, адже на Римському соборі 340 року як Афанасій (засуджений в Тирі у 335 році), так і Маркелл (засуджений на сході в 336 році) були виправдані. Тому згодом, після від'їзду східних делегатів, західні підтвердили статус Афанасія (серед захисників Афанасія був Серватій Маастрихтський) і Маркелла (щодо останнього, то виправдали також його богословські погляди, які були єретичними для східних), і зі свого боку звинуватили східних у тому, що вони приймали засуджених на нікейському соборі. Не дійшовши процесуальної згоди, єдиний до того собор розділився. Східні отці залишили Сардику та виїхали до Філіппополя, де відкрили свій особливий собор, на якому засудили Афанасія, Маркелла, діяння Сардикійського собору та видали антіохійську формулу, далеку як від аріанства, так і від нікейства. Решта, хто залишився на соборі, передусім засудили їх за залишення собору, потім позбавили сану звинувачувачів Афанасія, та зрештою, утримавши сповідання нікейське, відкинули слово «неподібний», ще ясніше підтвердили єдиносущність і, написавши про це послання, розіслали їх усюди. 
Історик Созомен докладніше виклав догматичний результат роботи собору. Він повідомляв, що присутні отці "написали тоді інший символ віри, просторіший за нікейський, хоча і того ж змісту, але відмінний від нього тільки в виразах", мотивуючи це тим, "щоб однодумці Арія, зловживаючи стислістю викладу (нікейського символу), не могли переконати недосвідчених до прийняття цих думок у безглуздому сенсі" (Созомен. Церковна історія, книга 3, розділ 12). Історик Сократ, як уже зазначалося, стисло повідомляв, що учасники Сардикійського собору «ще ясніше підтвердили єдиносущність» (Церковна історія. книга 2, розділ 20), що, ймовірно, було б неможливо зробити без оприлюднення нового символу віри. А Феодорит Кирський, відмітивши, що даний собор було скликано щоб "вигнати всякого роду безбожні вірування", далі навів об'ємний символ віри, який було прийнято на цьому соборі, після чого назвав це "догматами Сардикійського собору". Проте сучасник Сардикійського собору, Афанасій, у листі до антіохійців, який датується 363 роком, стверджував, що "Собор не визначав нічого такого" і "постановив не писати більше про віру, але задовольнятися вірою, сповіданою отцями у Нікеї, тому що сповідання це ні в чому не має недоліку, але сповнене благочестя, і не повинно вдруге викладати сповідання віри, щоб сповідання, написане в Нікеї, не могло бути розцінене як недостатнє, і цим не було дано приводу бажаючим часто писати і робити нові визначення про віру". Але беручи до уваги бажання Афанасія досягти компромісу зі східними оміусіанами, а також зважаючи на тенденції, які склалися на той час серед східних отців, які шукали союзників для боротьби з неоаріанами (оміями), увійшовшими в силу під час правління Констанція, можна поставити під сумнів повідомлення Афанасія про те, що Сардикійський собор обмежився лише підтвердженням Нікейського символу. Ситуація на початок 360-их років була цілком зрозуміла, яку Афанасій виразив так: "під виглядом, що викладу віри Нікейського Собору недостатньо, хотіли писати про віру", що, таким чином,  призвело б до того, що цим "було [б] дано... привод бажаючим часто писати і робити визначення про віру". А слова Акакія, який на Селевкійському соборі 359 року заявив, що у разі, «якщо нікейське сповідання якось змінено і потім кілька разів змінювалося, то ніщо не заважає і тепер оголосити інше» (Сократ. Церковна історія, книга 2, розділ 40), на що "Елевсій кизикський відповідав: «нині склався Собор не для того, щоб дізнатися, чого він не знав, або отримати віру, якої не мав, але щоб, слідуючи вірі батьків, не відступати від неї ні за життя, ні при смерті». Так заперечував Елевсій проти думки Акакія, називаючи вірою батьків сповідання, викладене в Антіохії [341 року]". Отже, на сході склалася стійка тенденція заперечувати та змінювати нікейський символ і це тривало багато років. І Афанасій це чітко усвідомлював. А тому він виступав проти будь-яких спроб змінити нікейський символ (навіть в бік його радикалізації), розуміючи, що це і надалі буде давати привід іншим змінювати його, як свідчила практика, в бік, який бажали єретики. До того ж, хоча Афанасій і закликав "заборонити зовсім читати або посилатися на" "лист, ніби написаний про віру на Сардикійському Соборі", тим не менше він не заперечував саме його існування. А беручи до уваги, що сам Сардикійський собор був скликаний по слідам Антіохійських соборів 341-343 років і тим самим полемізував з ними, і зважаючи на те, що захід вважав, що на сході отці ухилилися в єресь, можна припустити, що отці Сардикійського собору не обмежилися одним лише підтвердженням Нікейського символу, а доповнили його новим символом, який, на думку Созомена, містив "у собі той самий зміст і трохи відрізнявся від нього тільки у виразах", як це стверджували Осій Кордовський та Протоген Сардикійський у листі до Юлія Римськоно. Тому хоча Афанасій і був сучасником Сардикійського собору, його повідомлення про те, що на соборі було прийнято лише нікейський символ, заслуговує меншої довіри, ніж повідомлення Сократа, Созомена і Феодорита. Вони, принаймні, були більш відверті, коли писали про новий символ Сардикійського собору 343 року і не бачили нічого кримінального у тому, що він доповнив і ясніше пояснив нікейський сиивол. Навідміну від Афанасія, який це заперечував, вбачаючи у цьому не стільки зазіхання на сам символ собору 325 року, скільки поступки тенденції, яка мала місце на сході і яка давала підстави змінювати нікейський символ, часто у бік його заперечення. 
Крім того, якщо ми проаналізуємо весь уровок з Історії Созомена, який нас цікавить, то зрозуміємо, що новий символ був прийнятий на самому соборі. Ось цей уривок: «написали тоді інший символ віри, просторіший за нікейський, хоча і того ж змісту, але відмінний від нього тільки в виразах. Саме Осія і Протоген (Сардикський), які в той час між західними єпископами, які збиралися в Сардику, були головними, побоюючись, щоб деякі не подумали, ніби вони спотворюють визначення нікейські, писали Юлію (Римському) і свідчили, що ці визначення визнають вони безперечними, але для більшої ясності поширюють ті ж думки, щоб однодумці Арія, зловживаючи стислістю викладу, не могли захоплювати недосвідчених до прийняття цих думок у безглуздому розумінні». Після чого робить такий підсумок: «Вчинивши це, ті та інші закрили збір і кожен єпископ відправився у свою єпархію». Отже, згідно з описом Созомена, хронологічно події на Сардикійському соборі відбувалися в такій послідовності: спочатку «написали... інший символ віри, просторіший за нікейський, хоча і того ж змісту, але відмінний від нього тільки в виразах»; потім «Осія і Протоген (Сардикський), які в той час між західними єпископами... були головними», «писали Юлію (Римському) і свідчили, що ці (тобто нікейські) визначення визнають вони безперечними, але для більшої ясності поширюють ті ж думки (у новому символі)», мотивуючи це тим, «щоб однодумці Арія, зловживаючи стислістю викладу (Нікейського символа), не могли захоплювати недосвідчених до прийняття цих думок у безглуздому розумінні». Що все відбувалося саме в такій послідовності, свідчать і заключні слова Созомена «Вчинивши це, ті та інші закрили збір і кожен єпископ відправився у свою єпархію», які дають зрозуміти, що і прийняття нового символу, і лист від собору на ім'я Юлія Римського було зроблено ще під час офіційних соборних засідань. Осія та Протоген, як головуючі на соборі і виходячи з практики того часу, мали повноваження звертатися в листах до інших церков та ієрархів, інформуючи їх про діяльність і результати роботи собору. 
Подібний висновок робив свого часу А.А. Спаський у праці «Історія догматичних рухів за доби Вселенських Соборів». Він писав: «з інших джерел ми знаємо, що ця спроба не обмежилася одним наміром, але здійснилася на ділі. Феодорит цитує саме цей символ у кінці послання сардикійського собору, яке він наводить, а Созомен знайомити нас із обставинами походження його. Ці повідомлення обох істориків несподівано підтвердилися відкриттям майже всіх актів сардикійського собору в латинському перекладі, зробленому Маффеєм у веронській бібліотеці та надрукованому у Мансі. Тут між іншими документами знаходиться в повному вигляді і той лист Осія та Протогена до папи Юлія, короткий зміст якого дає Созомен. Гефеле, на підставі слів Афанасія, робить висновок, що пропозиція Осія і Протогена була відкинута собором... Проте, свідчення олександрійського єпископа, який прийняв з 362 року примирливий тон, носить на собі, безсумнівно, дипломатичний характер. Феодорит і Созомен ясно говорять про загальне опублікування його від імені сардикійського собору. Символ, виданий сардикійським собором, є фактичним підтвердженням того тлумачення нікейського символу, якого трималося все старше покоління його захисників». 
Що ж стосується того, що ні Афанасій, ні Іларій Піктавійський не згадували в своїх працях новий символ Сардикійського собору, то поясненням цього може бути як те, що Афанасій у своїх працях не мав на меті докладний і послідовний виклад історії аріанських суперечок, маючи на меті підкреслити важливість лише символу Нікейського собору, так і те, що Іларій, за його ж словами, до 356 року (коли був відправлений Констанцієм у заслання) взагалі не чув про нікейський символ, а тому немає нічого дивного, що і про новий символ Сардикійського собору він не згадував. 
Собором було також прийнято 20 правил, що увійшли в Православній церкві до загального зводу церковного права. Правила були одразу складені двома мовами: латиною та грецькою. Рішення собору було присвячено питанням церковного управління та деякі з правил стосувались порядку управління винятково у західних церквах. Низка правил собору (3-5) надають право у разі виникнення суперечок між єпископами звертатись до папи римського для їх розв'язання. 
На Заході правила Сардикійського собору деякий час приписувались до Першого Вселенського собору для надання їм особливого авторитету.